# Левченко, Николай Иванович (государственный деятель)
Николай Иванович Левченко (1894, Александровск-Грушевский, теперь город Шахты Ростовской области, РФ — расстрелян 25 апреля 1938, Москва) — советский хозяйственный деятель, управляющий угольного треста «Сталинуголь», начальник Южных и Донецкой железных дорог, заместитель народного комиссара путей сообщения СССР. Кандидат в члены ЦК КП(б)У в июне 1930 — январе 1932 г. Член ЦК КП(б)У в январе 1934 — мае 1937 г.

## Биография
Образование начальное. Член РКП(б) с 1919 года.
Работал на ответственной хозяйственной работе.
В 1929-1931? годах — управляющий угольного треста «Сталинуголь» в поселке Рутченково в Донбассе. Потом работал на железной дороге.
С декабря 1933 по январь 1934 года — начальник Южных железных дорог в Харькове.
С февраля 1934 по 1936 год — начальник Донецкой железной дороги.
До ноября 1937 года — заместитель народного комиссара путей сообщения СССР.
30 ноября 1937 года арестован органами НКВД.
25 апреля 1938 года приговорен к расстрелу и похоронен на кладбище Комуннарка. Посмертно реабилитирован 17 декабря 1955 года.
Дочь - Герой Советского Союза Ирина Левченко.

## Награды
- орден Ленина (4.04.1936)